# Quart (Italie)
Pour les articles homonymes, voir Quart.
Quart est une commune italienne d'environ 3 300 habitants située en Vallée d'Aoste. 
Elle fait partie de la communauté de montagne Mont-Émilius, dont elle accueille le siège administratif, outre à en constituer la commune la plus peuplée.

## Toponymie
Le toponyme dérive du latin quartus, puisque Quart se trouve Ad quartum ab Augusta lapidem, près la quatrième pierre milliaire sur la route consulaire des Gaules, à quatre milles romains d'Augusta Prætoria Salassorum (aujourd'hui Aoste).

## Géographie
La commune de Quart se situe à la limite orientale de la plaine d'Aoste (dont une partie de la zone commerciale est formée par la région Amérique, appartenant à cette commune), à l'adret de la vallée de la Doire Baltée. Son extension, parmi les majeures de la Vallée d'Aoste, compte 62 km2.

Localisation de la commune de Quart à l'intérieur de la Vallée d'Aoste.

## Histoire

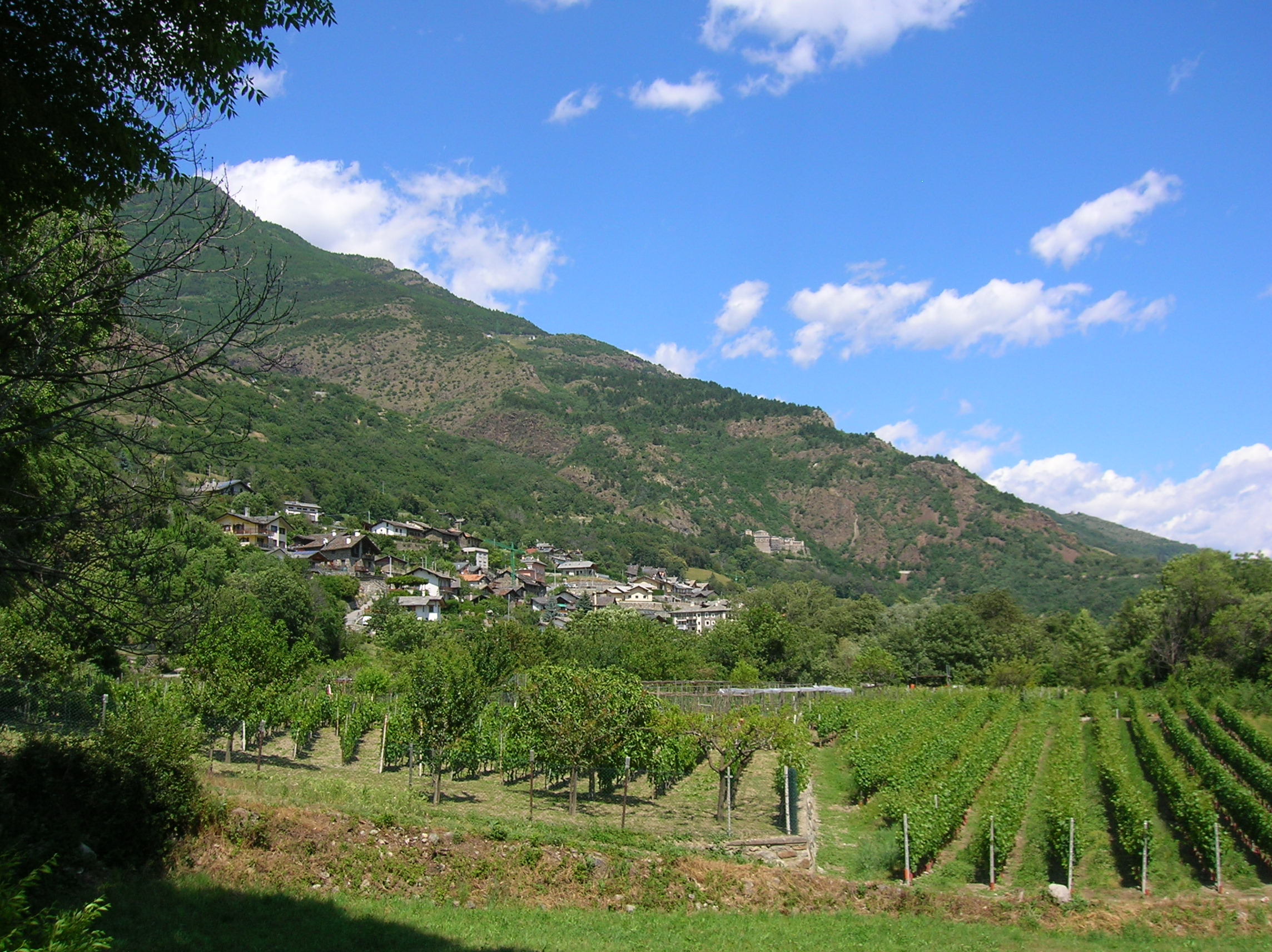
Les vignobles et le château de Quart.

Pendant le Moyen Âge, Quart fait partie du domaine des Seigneurs de la Porte Saint-Ours, qui résident dans la Porte prétorienne d'Aoste jusqu'au XIIe siècle, et qui s'enrichissent par le biais du revenu des impôts de passage et du contrôle des foires et des marchés ayant lieu au bourg Saint-Ours à Aoste.
En 1185, Jacques de la Porte Saint-Ours (1172-1219) déplace le siège de sa seigneurie à Quart, et par sa volonté, la construction de l'actuel château sur la colline est commencée. Son fils et héritier Zacharie dit Jacques (II), père de l'évêque d'Aoste Émeric Ier de Quart, prend le titre de seigneur de Quart, pendant que son cousin Odon fils d'Héliassin « de Porta Sancti Ursi » devient seigneur de Verrès. En 1242 Jacques II fait don d'une vigne située au hameau Meysattaz au chapitre de chanoines de la Collégiale de Saint-Ours d'Aoste. Son successeur Jacques III entre en conflit avec son oncle maternel Ebal de Challant. Son fils Jacques IV est connu par trois chartes de 1325 et une du 27 juillet 1337 ses frères Pierre et Guillaume exercent respectivement les fonctions de prévôt et d'archidiacre de la cathédrale d'Aoste. 
À la suite de l'extinction en ligne masculine de la maison de Quart  le 31 juillet 1377 à la mort d'Henri, fils de Jacques IV et frère de l'évêque d'Aoste Émeric II de Quart, sa veuve Penthésilée de Saluces et ses filles doivent céder la seigneurie à Amédée VI de Savoie. Le château fut remanié plusieurs fois, en particulier entre 1378 et 1550, après être passé sous le contrôle de la maison de Savoie, Au début du XVIIe siècle la baronnie de Quart est acquise comme celle de Saint-Vincent par Charles Perron (1565-1622) d'une famille originaire de Valtournenche établie à Ivrée.  Son descendant Charles Balthazard Perron (1718-1802) vend le château à la commune mais conserve le titre de baron toujours porté par ses descendants.

## Économie
Les activités principales sont l'élevage, la production laitière et fromagère et l'agriculture, favorisée à partir du XIIIe siècle par la construction des rus, d'importants canaux pour l'irrigation du territoire de Quart, entièrement à l'adret. Le premier ru, dénommé Ru Prévôt, fut creusé à la fin de 1200 par la volonté de Pierre de Quart, prévôt de la cathédrale d'Aoste, pour conduire les eaux du Buthier du haut Valpelline jusqu'à Quart.

## Monuments et lieux d'intérêt
La commune de Quart est le siège de plusieurs sites d'intérêt historique et religieux.

### Architecture religieuse
- Église paroissiale Saint-Eusèbe (fin du XVIIe siècle)
- Monastère Notre-Dame du Mont-Carmel, inauguré en 1989 et visité deux fois par le pape Jean-Paul II
- Oratoire du bienheureux Émeric de Quart (ou Ayméric), évêque du Diocèse d'Aoste au XIVe siècle.

### Architecture civile

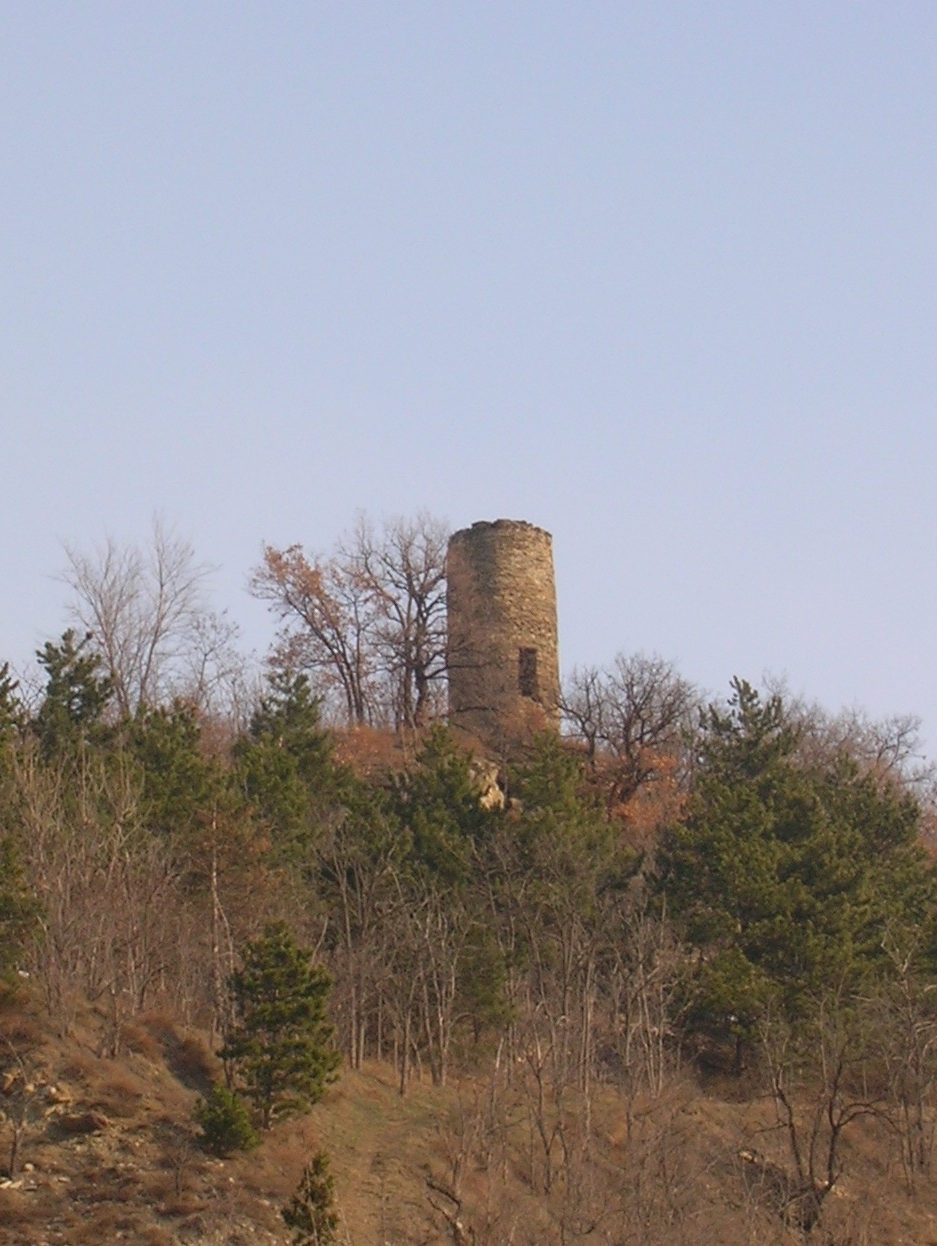
La tour de Chétoz, en amont de Villefranche.

Voir lien externe au fond de l'article
Le château des seigneurs de Quart, bâti aux alentours de 1180 et élargi par la suite. Il a été rouvert au public en 2009 après des travaux de restauration.
- Au hameau Villefranche (chef-lieu), la tour de Chétoz (ou Chettoz), une vieille tour de signalisation (tornalle) et la maison forte de Villefranche (fin du XVe siècle).
- Une tour de signalisation à Ville-sur-Nus.
- La maison forte de Povil (ou château La Tour Povil), à Povil.
- La maison forte La Tour Champlan, à Champlan, transformée en grange par la suite.
- La tour Palmier, au hameau Larey.

### Sites archéologiques
Voir lien externe au fond de l'article
La nécropole de Vollein, découverte en 1968, remonte au Néolithique. Elle se trouve aux Cleyves et est ouverte au public. Il s'agit d'un témoignage remarquable des conséquences de la période glaciaire, et s'impose comme l'une des nécropoles plus intéressantes de la Vallée d'Aoste, avec plus de 60 tombeaux et des incisions rupestres remontant environ au IIe millénaire av. J.-C..

### Aires protégées
- La réserve naturelle des Îles, une zone humide longeant la Doire baltée constituée en 1995 sur les territoires des communes de Brissogne, Nus, Quart et Saint-Marcel.

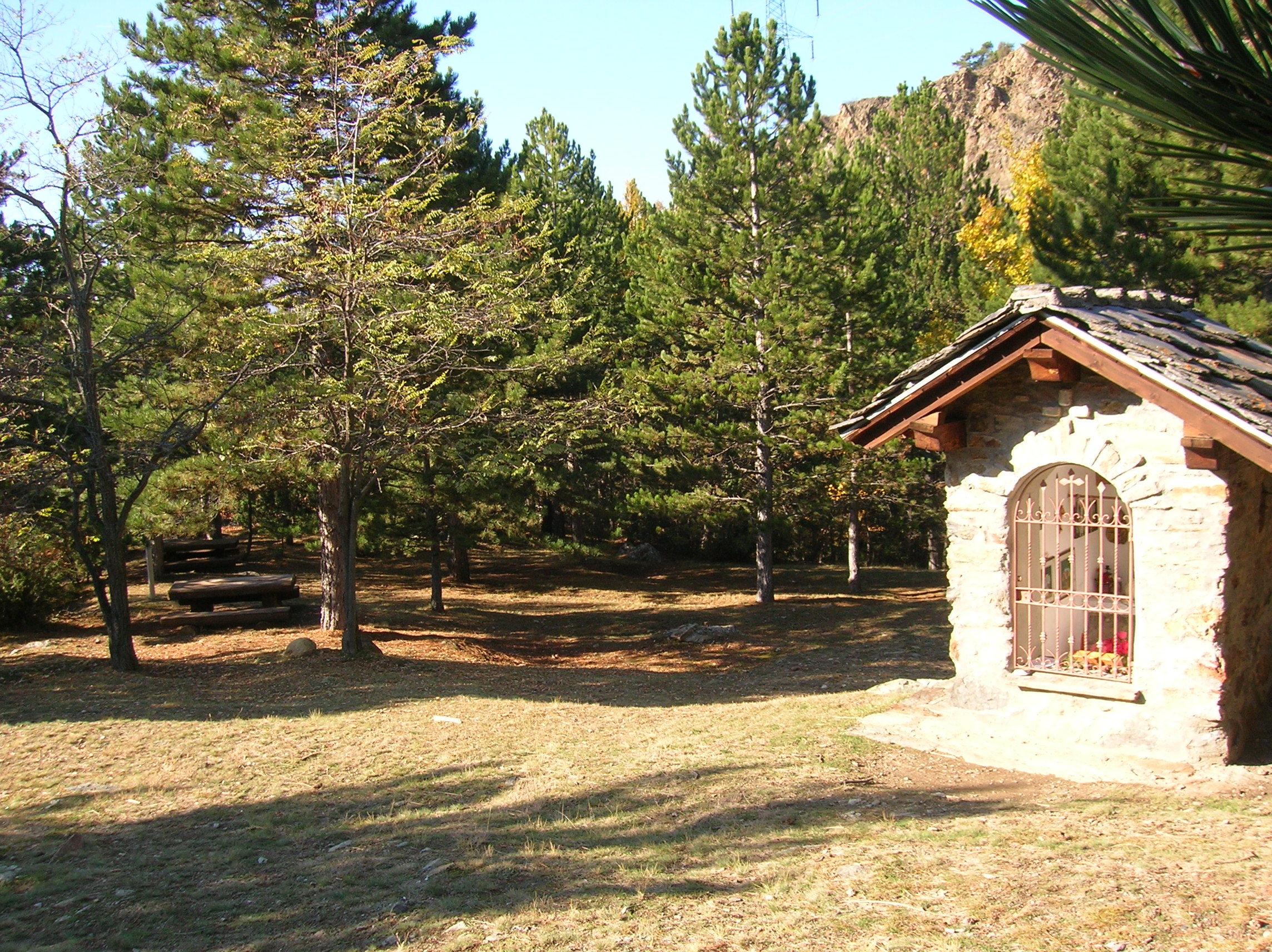
La chapelle du bienheureux Émeric dans le bois en amont du château de Quart.
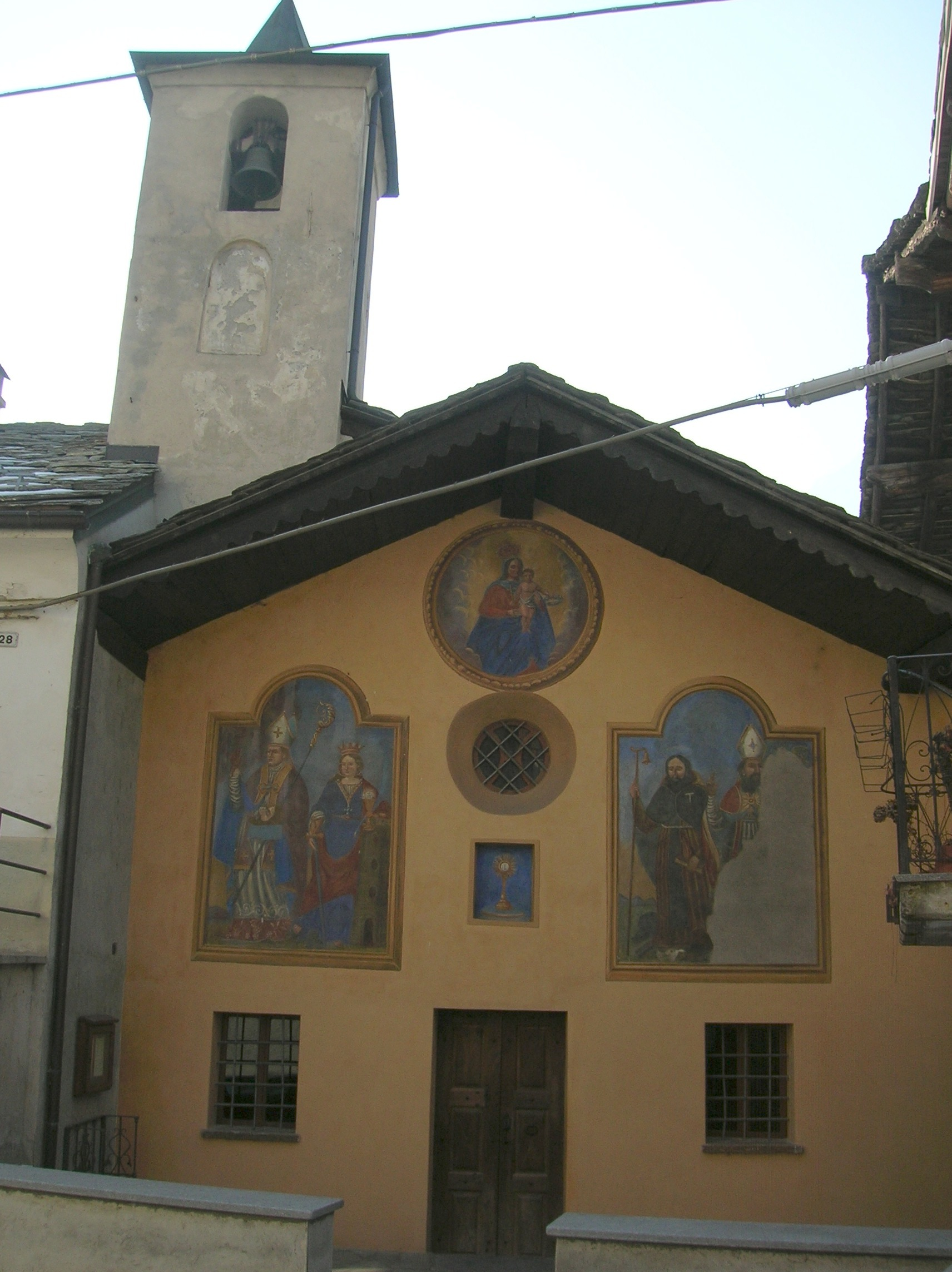
L'église de Villefranche.
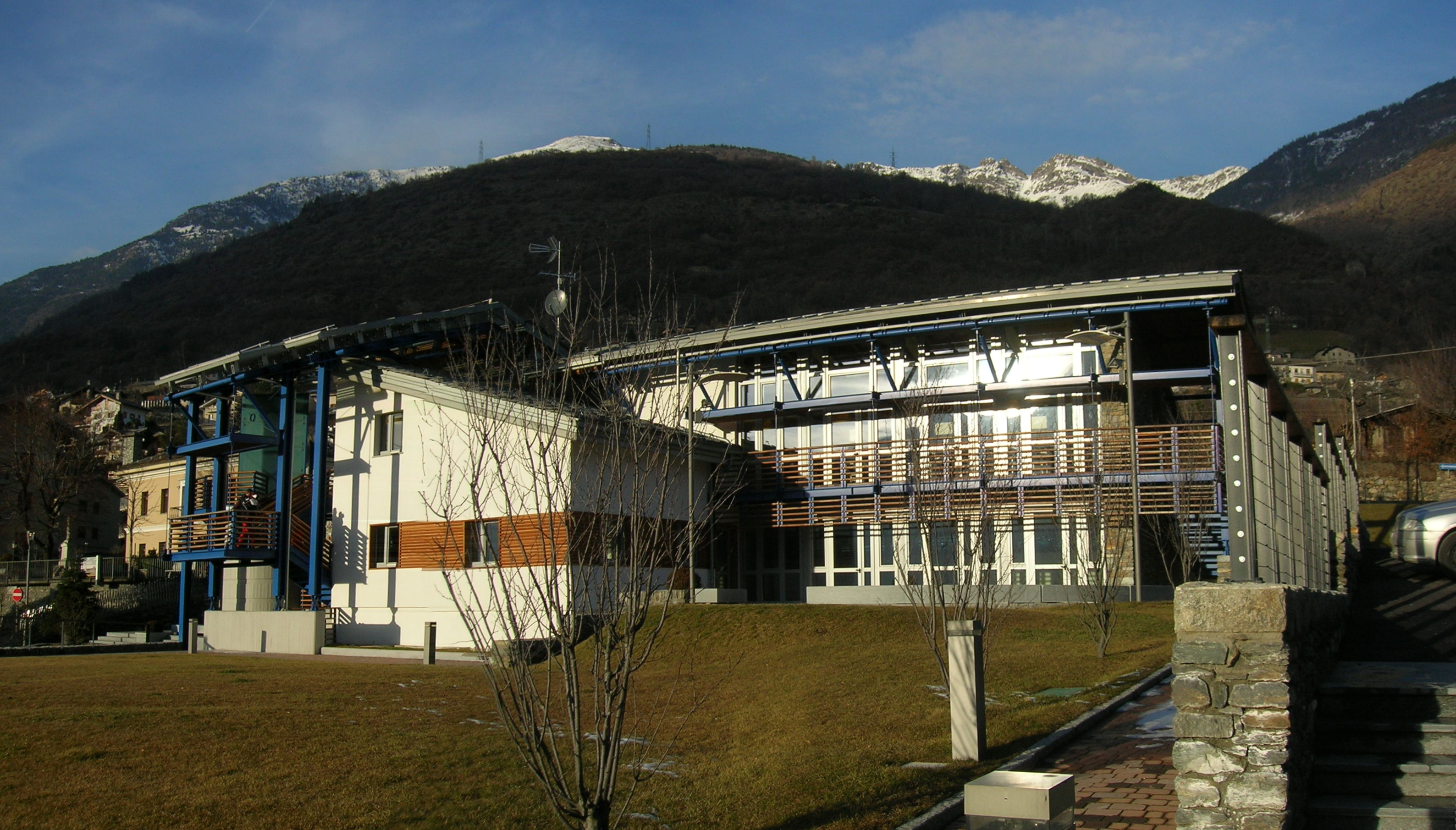
La villa Pesando, siège de la bibliothèque de Quart, au hameau Bas-Villair.
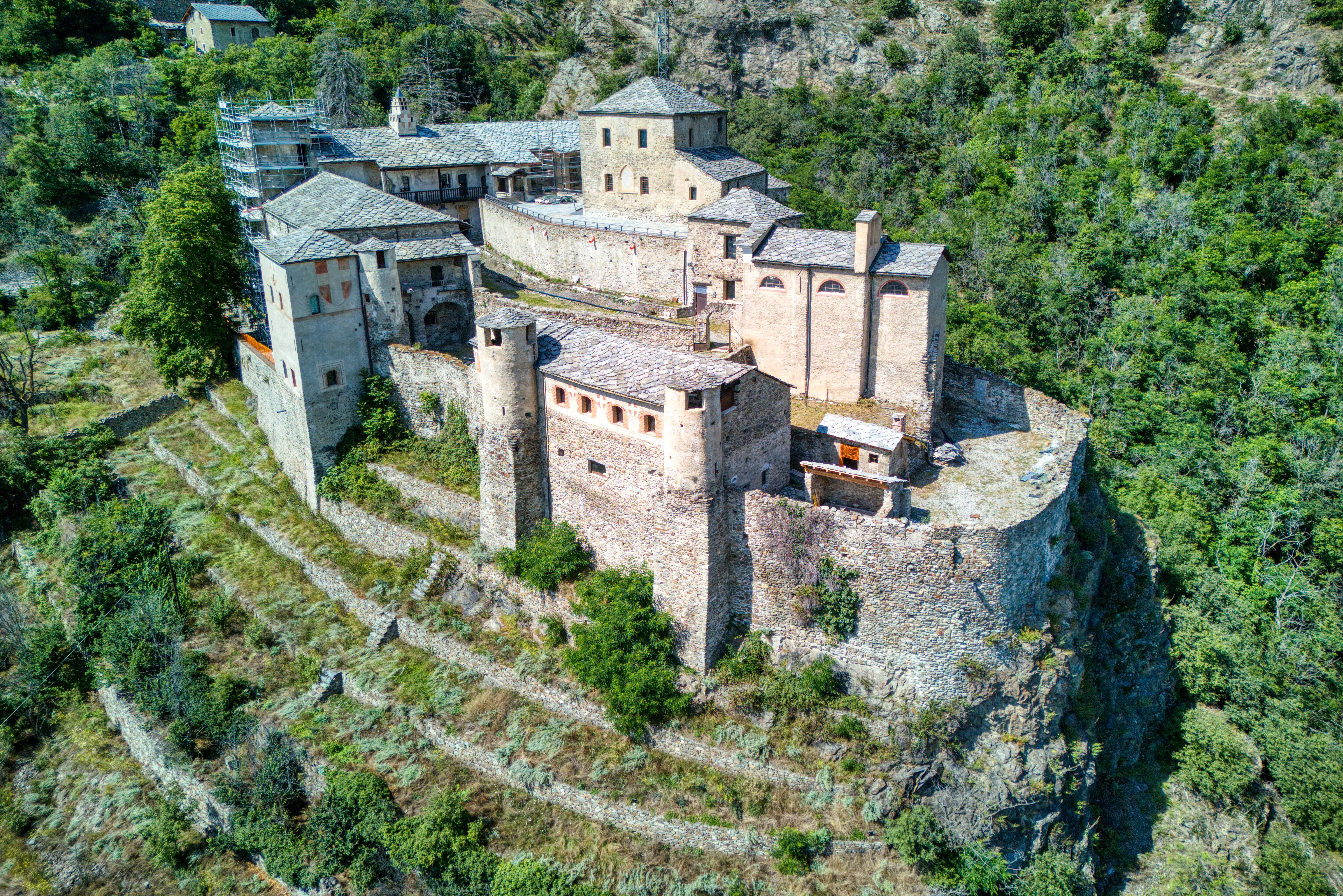
Le château de Quart.
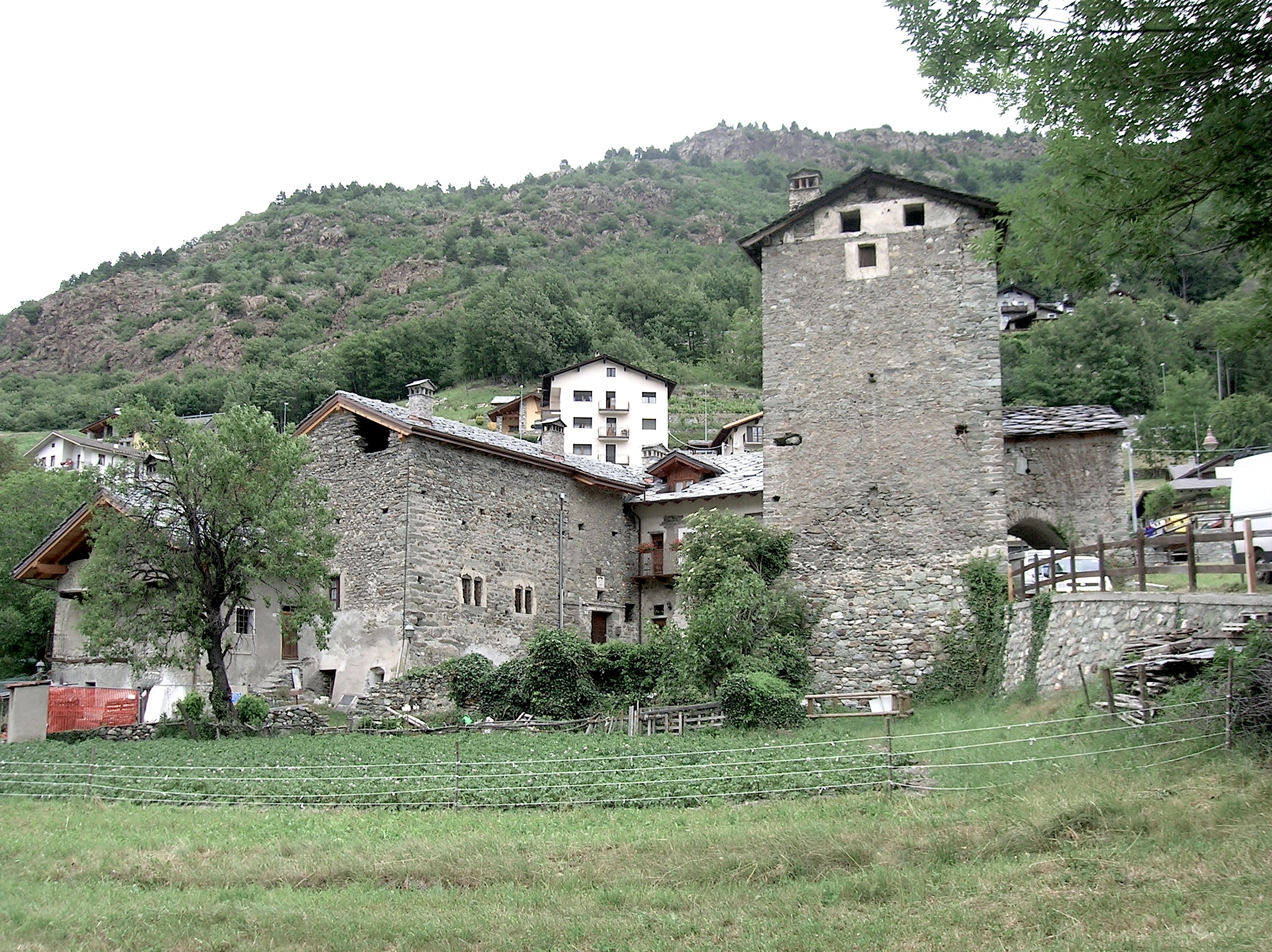
La maison forte de Povil.
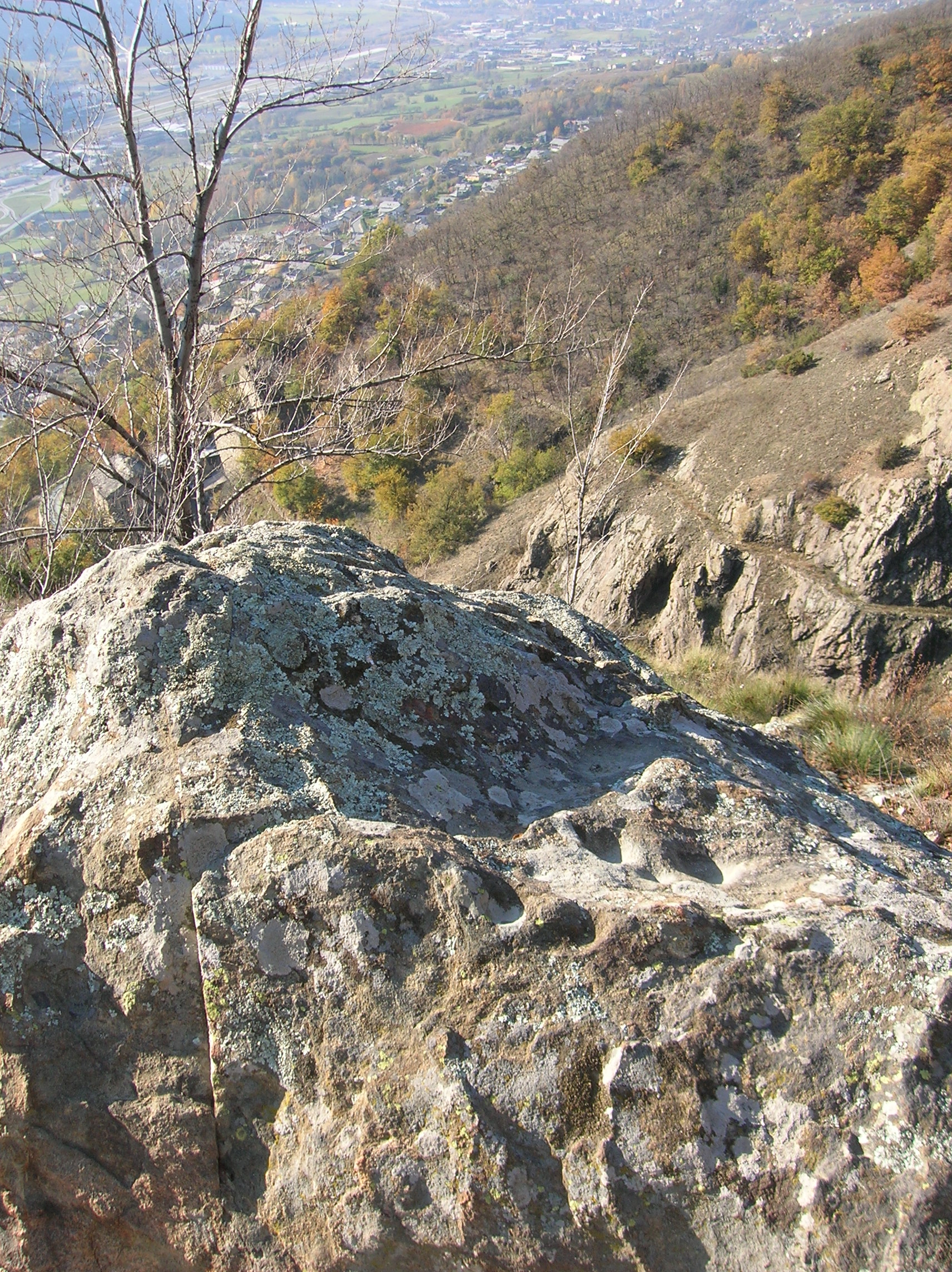
Des cupules préhistoriques en amont du château de Quart.
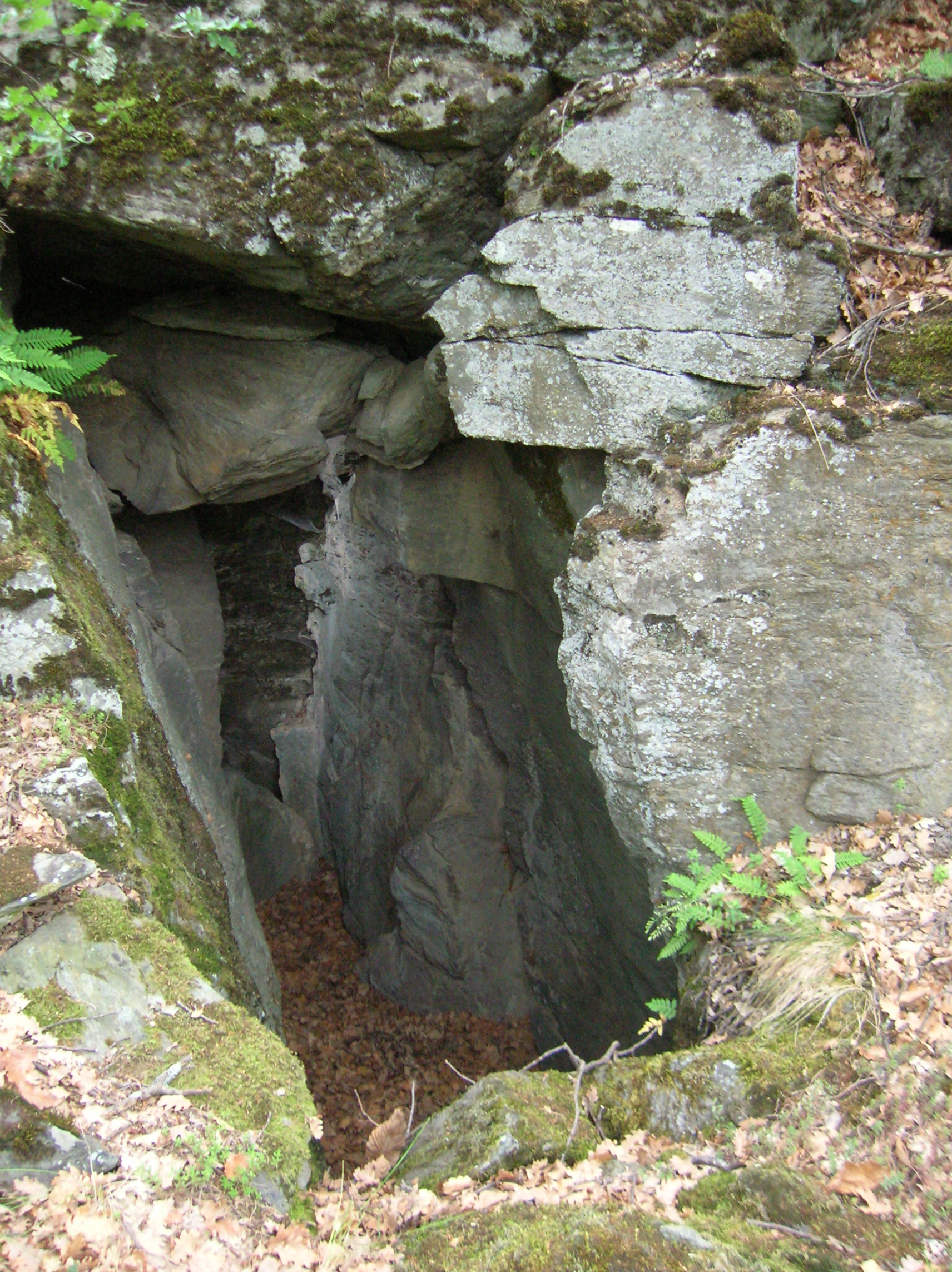
La nécropole de Vollein.

### Le musée ferroviaire valdôtain

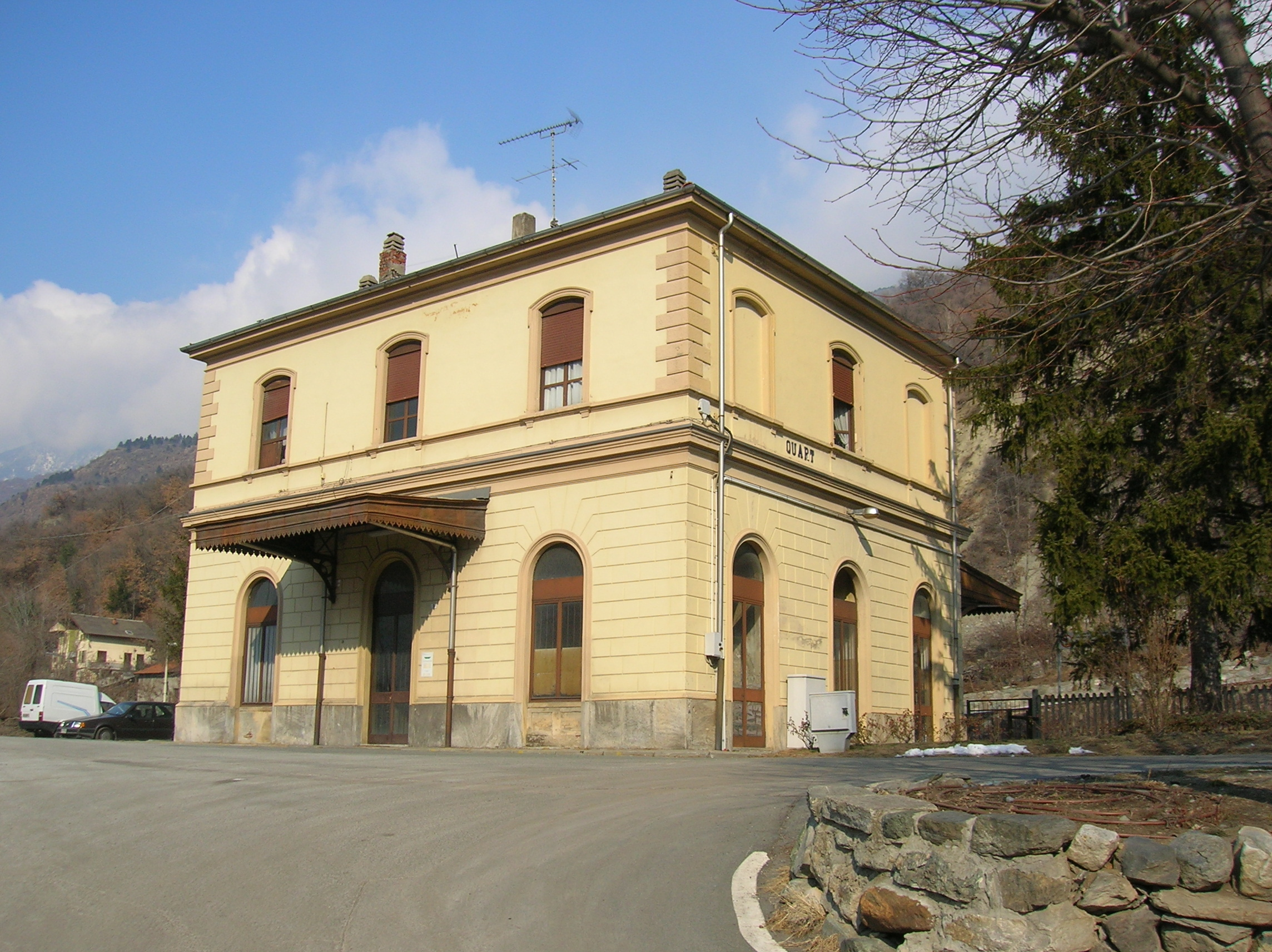
La gare ferroviaire de Quart-Villefranche.

La gare ferroviaire de Quart-Villefranche, aujourd'hui désaffectée, est le siège du musée ferroviaire valdôtain, selon une initiative de l'Association du musée ferroviaire valdôtain (abrégé en AMFV).

## Personnalités liées à Quart
- Naïf Hérin - chanteuse.

## Fêtes, foires
- Quart Formage Festival, à la mi-août, foire des fromages typiques valdôtains et des régions limitrophes ;
- Les carnavals de Villefranche et du Villair, ce dernier dénommé Quart-Naval.

## Sport
Dans cette commune se pratiquent le tsan et le palet, deux des sports traditionnels valdôtains.

## Administration

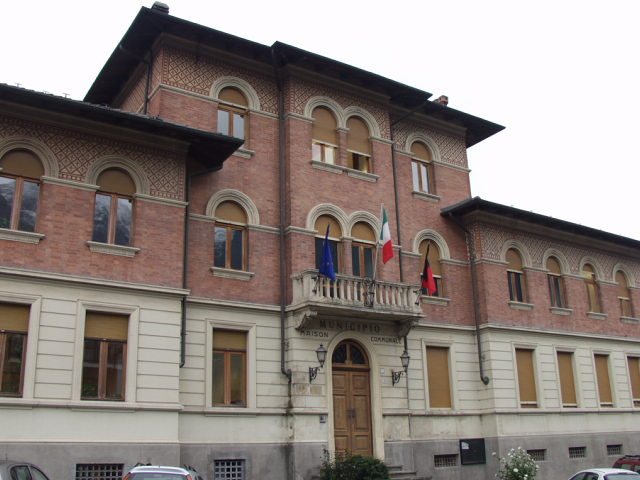
La maison communale, à Villefranche.

| Période                                  | Période           | Identité           | Étiquette     | Qualité |
| ---------------------------------------- | ----------------- | ------------------ | ------------- | ------- |
| 29 mai 1995                              | 1 juillet 2008    | André Rosset       |               | Syndic  |
| 1 juillet 2008                           | 11 avril 2018     | Giovanni Barocco   | Liste civique | Syndic  |
| 11 avril 2018                            | 22 septembre 2020 | Eugenio Acheron    |               | Syndic  |
| 23 septembre 2020                        | En cours          | Fabrizio Bertholin |               | Syndic  |
| Les données manquantes sont à compléter. |                   |                    |               |         |

### Hameaux
Argnod, Éclou, L'Amérique, Les Cleyves, Trois-Villes, La Montagne, Villair de Quart, Villefranche (chef-lieu), Ville-sur-Nus, Petit-Français, Impériau, Torrent-de-Maillod, Villeneuve, Champlan, Larey, Avisod, Bagnère, Chantignan, Chétoz, La Combe, Cort, Crétallaz, Créton, Effraz, Jeanceyaz, Morgonaz, Olleyes, Porsan, Seran, Teppe, Lillaz, Vignil, Povil, Vollein.

### Communes limitrophes
Brissogne, Nus, Oyace, Pollein, Saint-Christophe, Saint-Marcel, Valpelline.